# Fritz Pringsheim

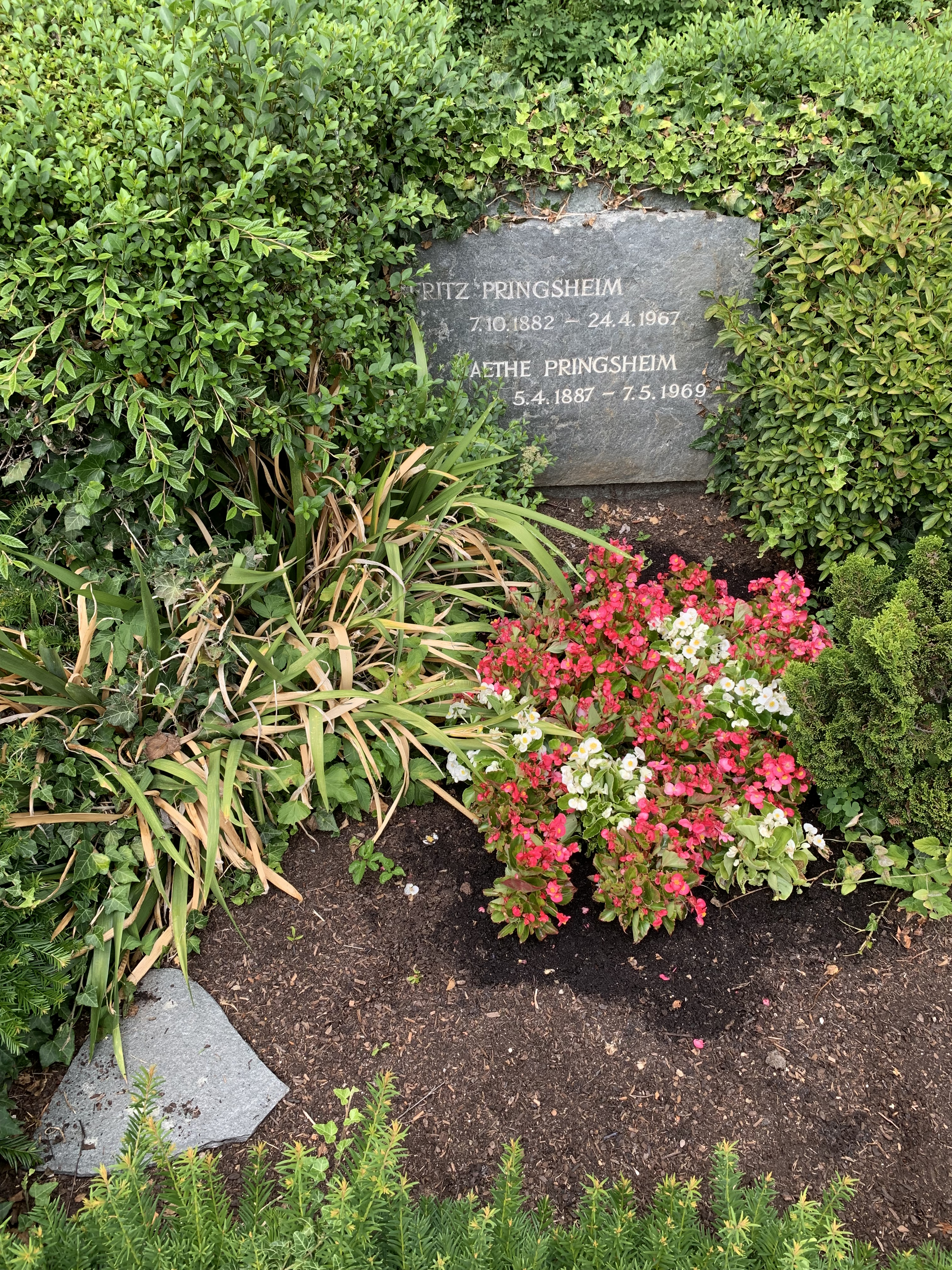
Grab von Fritz Pringsheim auf dem Friedhof in Günterstal

Fritz Robert Pringsheim (* 7. Oktober 1882 in Hünern, Landkreis Trebnitz, Provinz Schlesien; † 24. April 1967 in Freiburg im Breisgau) war ein deutscher Rechtswissenschaftler.

## Leben und Wirken
Fritz Pringsheim entstammte der deutsch-jüdischen Kaufmannsfamilie Pringsheim aus Schlesien. Er besuchte bis 1902 das humanistische Maria-Magdalenen-Gymnasium in Breslau und studierte dann Rechtswissenschaft an den Universitäten München, Heidelberg und Breslau, wo er das Erste Staatsexamen ablegte und 1905 promoviert wurde. Nach dem Wehrdienst und dem Juristischen Vorbereitungsdienst legte er 1911 das Zweite Staatsexamen in Breslau ab. Nach einer Tätigkeit als Gerichtsassessor in Leipzig wandte er sich einer wissenschaftlichen Tätigkeit im Umkreis des Rechtshistorikers Ludwig Mitteis zu.
Am Ersten Weltkrieg nahm Pringsheim als Leutnant teil. Während eines Fronturlaubs 1915 habilitierte er sich an der Universität Freiburg. Nach Kriegsende nahm er seine Lehrtätigkeit als Privatdozent für Römisches und deutsches Bürgerliches Recht an der Universität Freiburg auf, wo er 1921 zum außerordentlichen Professor ernannt wurde. 1923 wurde er als ordentlicher Professor an die Universität Göttingen berufen, 1929 auf einen Lehrstuhl für Römisches und Bürgerliches Recht in Freiburg.
Wegen seiner jüdischen Abstammung wurde Pringsheim mit der Abschaffung des sogenannten Frontkämpferprivilegs als Folge des Gesetzes zur Wiederherstellung des Berufsbeamtentums 1935 entlassen. Er fand in Berlin bei der Preußischen Akademie der Wissenschaften eine Anstellung, in der er seine Forschungen fortsetzen und im Ausland publizieren konnte. 1939 emigrierte er nach seiner Verhaftung und Internierung im Konzentrationslager Sachsenhausen nach Großbritannien und war an der Universität Oxford tätig.
1946 kehrte Pringsheim auf seinen Freiburger Lehrstuhl zurück, lehrte aber weiterhin auch in Oxford. Erst 1958 ließ er sich endgültig wieder in Freiburg nieder. Dort nahm er seine Lehrtätigkeit bis 1962 in vollem Umfang wahr und hielt noch bis ins Wintersemester 1966/67 sein römisch-rechtliches Seminar.
1932 wurde Pringsheim außerordentliches Mitglied der Heidelberger Akademie der Wissenschaften. 1939 wurde er aus rassischen Gründen aus der Mitgliederliste gestrichen und 1947 als korrespondierendes Mitglied wieder aufgenommen. 1952 wurde er zum korrespondierenden Mitglied der Göttinger Akademie der Wissenschaften gewählt.
Pringsheims Hauptarbeit galt der Erforschung des griechischen, hellenistischen, römischen und byzantinischen Rechts (Schwerpunkt: Spätantike).
Seine älteren Brüder waren Hans und Ernst Georg Pringsheim. Er hatte sechs Kinder, der 1924 geborene Richard Pringsheim ging mit drei Brüdern 1936 an die von Kurt Hahn gegründete British Salem School in Schottland und wurde später Musikantiquar in London.
Fritz Pringsheim wurde auf dem Friedhof in Freiburg-Günterstal beigesetzt.

## Schriften (Auswahl)
- Zur Lehre von der Abtretung und Pfändung des Erbteils. R. Noske, Borna 1906 (zugleich: Dissertation, Universität Breslau, 1906).
- Die Rechtsstellung des Erwerbers eines Erbteils. (Zur Auslegung von § 2033 Abs. 1. BGB) (= Studien zur Erläuterung des bürgerlichen Rechts. H. 32). Marcus, Breslau 1910.
- Der Kauf mit fremdem Geld. Studien über die Bedeutung der Preiszahlung für den Eigentumserwerb nach griechischem und römischem Recht (= Romanistische Beiträge zur Rechtsgeschichte. H. 1). Veit, Leipzig 1916 (zugleich: Habilitationsschrift, Universität Freiburg im Breisgau, 1916).
- The Greek Law of Sale. Böhlau, Weimar 1950.
- Zum Plan einer neuen Ausgabe der Basiliken. Begründung ihrer Notwendigkeit und Gesichtspunkte für ihre Herstellung (Bericht an die Preußische Akademie der Wissenschaften vom Jahre 1937) (= Berliner byzantinistische Arbeiten. Bd. 7). Akademie-Verlag, Berlin 1956.
- Rechtserziehung und politisches Denken. Worte an deutsche Studenten. Rombach, Freiburg 1960.
- Gesammelte Abhandlungen. 2 Bände. Winter, Heidelberg 1961.